# Complexometrie

Structura complexului format dintre un ion metalic și EDTA în soluție

Complexometria (denumită și chelatometrie sau complexonometrie) este o metodă volumetrică de analiză chimică în care punctul final al titrării este indicat cu ajutorul unui complex colorat. Titrările complexometrice sunt folositoare în principal pentru analiza cantitativă a mai multor ioni metalici aflați în aceeași soluție. Indicatorii complexomemtrici induc un viraj de culoare observabil, care permit decelarea punctului final.
De cele mai multe ori, pentru complexometrie se folosește EDTA-ul sau sarea sa disodică (EDTA-Na2) ca agenți titranți (uzual, aceștia poartă denumirea de complexoni). Exemple de indicatori sunt: negru eriocrom T, murexid, acid calconcarboxilic (reactiv Patton și Reeder).